# John Dudley
John Dudley KG (1501 - 22/23 d'agost de 1553) fou el primer Duc de Northumberland i polític anglès que fou executat per alta traïció per ordre de la reina Maria I d'Anglaterra.
John Dudley fou el fill gran d'Edmund Dudley, que fou executat el 1510 per Enric VIII. Fou adoptat per Edward Guilford amb la filla de la qual, Jane Guilford, es casaria el 1520. Va ser en el naixement del seu cinquè fill (1532/1533) quan John Dudley va ser assignat Mestre de l'Armeria de la Torre de Londres, essent el Comandant més competent que havien tingut fins aleshores els Tudor. Això ajudà a reahibilitar el nom de la família Dudley. La seva importància com a polític el dugué a conduir la processó en el bateig de la Princesa Elisabet, futura Elisabet I d'Anglaterra.
Quan Edward Guildord va morir el 1534 sense cap fill, s'inicià una disputa per la seva herència entre John Dudley i el nebot d'Edward. Dudley reclamà Halden i altres territoris a Kent i Sussex. Cinc anys més tard vendria algunes de les seves propietats a Thomas Cromwell, que el convertí en un dels seus protegits. El 1549, ja sota el regnat d'Eduard VI, John Dudley es guanyà la fama gràcies a la victòria sobre els rebels de Norfolk que lluitaven contra la privatització (l'anomenat enclosure) de les terres comunals que la corona portava fent des del segle xii. Finalment, el 1551 li concediren el títol de Duc de Northumberland.
John Dudley redactà juntament amb Eduard VI un document que inhabilitava a Maria i Elisabet del tron d'Anglaterra, beneficiant a Jane Grey, que s'havia casat amb el fill menor de John Dudley, Guilford Dudley. El 10 de juliol de 1553, a la mort d'Eduard VI d'Anglaterra, Jane Grey va ser proclamada reina per Dudley i els seus partidaris, i el mateix dia la carta de Maria al consell donant ordres per a la seva proclamació va arribar a Londres. El 12 de juliol, Maria i els seus partidaris havien reunit una força militar al castell de Framlingham, Suffolk i com el suport de Northumberland es va esfondrar, Jane va ser deposada el 19 de juliol i empresonada com Northumberland a la Torre de Londres. Fou executat el 1553. També morí amb ell el seu fill Guilford Dudley, marit de Jane Grey.